# Adore You (canção de Harry Styles)
"Adore You" é uma canção do cantor britânico Harry Styles, gravada para seu segundo álbum de estúdio, Fine Line (2019). A canção foi escrita por Styles, Amy Allen, Kid Harpoon e Tyler Johnson, com Harpoon cuidando da produção e Johnson servindo como coprodutor. Foi lançada pela Erskine e Columbia Records como o segundo single do álbum em 6 de dezembro de 2019. "Adore You" tem sido descrita como uma balada pop, funk, disco, pop psicodélico e pop rock, incorporando guitarras em camadas, sintetizadores, metais e percussões em sua produção. Uma canção de amor, suas letras encontram Styles falando sobre os estágios iniciais de um relacionamento.
Após seu lançamento, "Adore You" recebeu críticas geralmente favoráveis dos críticos de música, que elogiaram sua produção e os vocais de Styles. Também foi comparado às obras de The 1975, Mark Ronson e Justin Timberlake. "Adore You" foi um sucesso comercial. A canção chegou ao número seis na Billboard Hot 100 dos EUA e ao número sete no UK Singles Chart, além de alcançar o top dez na Austrália, Canadá, Irlanda, Nova Zelândia, Escócia e região da Valônia, na Bélgica. Recebeu certificações em vários territórios, mais notavelmente uma certificação de platina da British Phonographic Industry (BPI), uma certificação de platina tripla e platina dupla da Australian Recording Industry Association (ARIA) e da Recording Industry Association of America (RIAA), respectivamente.
O videoclipe de "Adore You" foi dirigido por Dave Meyers e estreou no YouTube simultaneamente com o lançamento da canção. Filmado na Escócia, os visuais de alto conceito retratam Styles como um pária na ilha fictícia de Eroda, onde ele faz amizade com um peixe banhado de ouro e cuida dele. O vídeo foi provocado com uma campanha de marketing de guerrilha que assumiu a forma de um site de turismo e uma conta no Twitter para a Eroda. Para promover a canção, Styles a cantou em várias ocasiões, incluindo The Graham Norton Show e The Late Late Show with James Corden.

## Antecedentes e composição
"Adore You" foi escrita por Styles, Amy Allen, seu produtor, Kid Harpoon e seu co-produtor, Tyler Johnson. Foi masterizada por Randy Merrill e mixada por Spike Stent. De acordo com a Rolling Stone, a canção foi escrita "em uma explosão de inspiração", nas sessões da última semana da primavera de 2019. "Adore You" foi descrita como uma canção funk, disco, e pop rock nas críticas da imprensa, apresentando elementos da década de 1970, soul e R&B. Com duração de três minutos e vinte e sete segundos, a canção foi composta usando o tempo comum 4
4 no tom de Dó menor, com um andamento moderado de 100 batidas por minuto e progressão harmônica de Cm–E♭
{{{2}}}–A♭
{{{2}}}–B♭
{{{2}}}. Os vocais de Styles abrangem de B♭4 a B♭5 . Sua produção faz uso de guitarras em camadas e agitadas, sintetizadores flutuantes e aquosos, baixo e bateria. A canção é ainda impulsionada por instrumentos de metal e beat-drop "big-club".

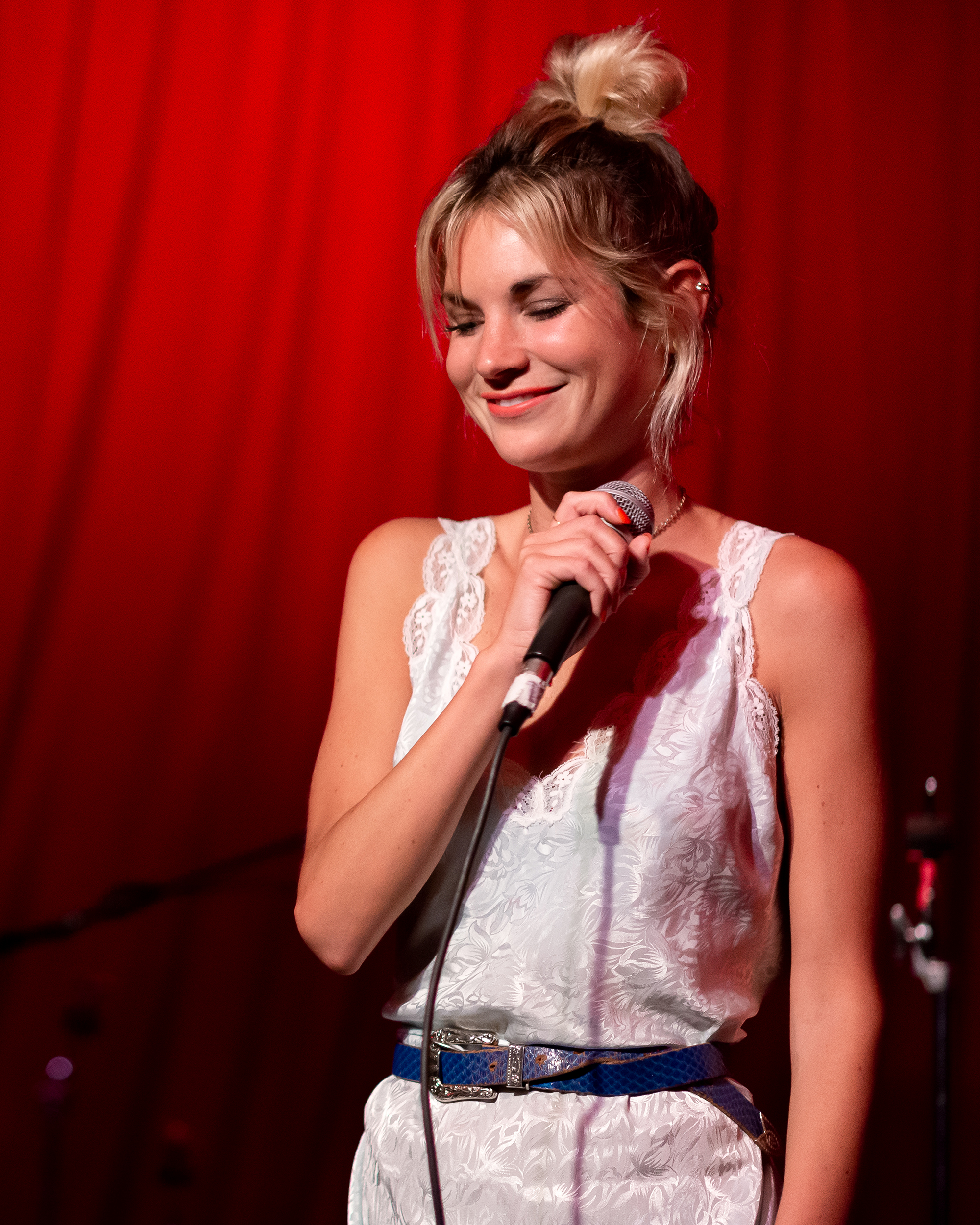
Amy Allen (foto) co-escreveu "Adore You" e também contribuiu para os vocais de apoio.

Construída em torno de um tom sombrio, a canção usa percussões "borbulhantes" e termina com um solo de guitarra elétrica. Rea McNamara do Now observou que a faixa incorporou uma linha do baixo suave dos anos 80. Enquanto isso, Gregory Robinson do The Guardian descreveu a linha do baixo como moderna e eletrônica. Ellen Johnson da revista Paste observou que a canção utiliza o som do Extremo Oriente. Para Chris Willman, da Variety, a faixa é construída com "uma batida pulsante e uma guitarra rítmica de funk".
Liricamente, "Adore You" é sobre querer amar alguém. No Tiny Desk Concert da NPR Music, Styles revelou que a canção é "semelhante ao que é 'Watermelon Sugar' – aquela emoção inicial de conhecer alguém". Em uma entrevista, Amy Allen explicou: "É totalmente uma canção de amor" que "lembra os anos 70". O verso de abertura de "Adore You" encontra Styles usando letras technicolor e metáforas de frutas como: "Ande em seu arco-íris do paraíso (Paraíso) / Estado de espírito de batom de morango (estado de espírito)", antes que ele declare seu anseio pelo tema da canção no pré-refrão, "Você não precisa dizer que me ama / Você não precisa dizer nada / Você não precisa dizer que é minha". O refrão abre com uma batida groovy seguida pelos vocais falsetes de Styles enquanto ele canta: "Querida / Eu andaria pelas chamas por você /Apenas deixe-me te adorar".

## Recepção da crítica
"Adore You" recebeu críticas geralmente favoráveis dos críticos de música. Em sua crítica para o The New York Times, Lindsay Zoladz considerou a canção como um destaque do álbum e escreveu: "É aquela em que o passado e o presente se fundem mais perfeitamente, sua psicodelia lúdica simplificou em sucessos modernos e elegantes", ao mesmo tempo em que elogiava os vocais e notas altas de Styles no refrão da faixa. O crítico musical do Popjustice, Peter Robinson, comparou "Adore You" sonoramente com "Somebody Else" (2015), de The 1975. Por outro lado, Emma Swann, da revista DIY, comparou o estilo musical da canção aos trabalhos do músico britânico-americano Mark Ronson. Lauren Murphy do Entertainment.ie caracterizou as "pequenas interjeições com alma" da canção como Justin Timberlake. Escrevendo para a Clash, Susan Hansen favoreceu os elementos pop e soul "mesméricos" da canção, que se adequavam aos vocais "suave e totalmente projetados" de Styles. Vendo o som como "exuberante", ela sentiu que as linhas do baixo "fluem perfeitamente e levam a faixa até a conclusão". Gregory Robinson, do The Guardian, disse que a faixa mostrou uma evolução significativa no som de Styles e viu o refrão como seu "gancho mais cativante até hoje".
Em sua crítica para a Time, Raisa Bruner listou "Adore You" como uma das cinco melhores canções da semana e a considerou "atemporal e amigável". Madeline Roth, da MTV, comparou a canção ao single anterior de Styles, "Watermelon Sugar". Alex Rodobolski de Exclaim! chamou a canção de "um banger pop divertido" com uma "melodia cativante" que circunscreve o álbum com "um certo senso de misticismo". Escrevendo para a Rolling Stone, Brenna Ehrlich rotulou a canção como uma "balada simples sobre amor e devoção". Louise Bruton, do The Irish Times, considerou a canção "verdadeiramente feliz". Em sua crítica de Fine Line para o The A.V. Club, Annie Zaleski chamou a canção de "alma aveludada" e "luxuosa" como o single anterior de Styles "Lights Up". Rhian Daly da NME fez uma crítica mista e escreveu que a canção "faz pouco para se diferenciar de qualquer outra fatia de parada genérico".

## Lançamento e promoção
Em 20 de novembro de 2019, uma conta no Twitter com o nome de usuário "@visiteroda", que foi criada em outubro, twittou "A rica história da Ilha de Eroda está incorporada na vida cotidiana, já que as ruínas de muitas estruturas do passado permanecem em toda a terra. #VisitEroda." Pouco depois, um site foi criado para o local e anúncios foram postados no Facebook e no Google, nos quais a ilha de Eroda foi promovida e perguntas de outros usuários do Twitter foram respondidas. A ilha logo provou não existir e fez parte da campanha de marketing do próximo single de Styles. Em 2 de dezembro, Styles anunciou oficialmente o título e a data de lançamento do single em suas redes sociais, com Eroda sendo o foco principal de seu videoclipe. "Adore You" foi disponibilizada para download digital e streaming pela Erskine e Columbia Records como o segundo single do segundo álbum de estúdio de Styles, Fine Line, em 6 de dezembro de 2019.
Styles fez sua primeira apresentação ao vivo de "Adore You" em 6 de dezembro de 2019 no The Graham Norton Show. Em 9 de dezembro, ele cantou a canção no Jingle Bell Ball 2019 da Capital FM em Londres. Em 10 de dezembro, ele a apresentou novamente no The Late Late Show with James Corden. Em 18 dezembro, Styles cantou a canção no Live Lounge da BBC Radio 1. A canção foi incluída no repertório de seu show de uma noite no The Forum, Los Angeles em 13 de dezembro, para comemorar o lançamento de seu segundo álbum. Em 27 de fevereiro de 2020, Styles apresentou a canção no The Today Show da NBC no Rockefeller Center. "Adore You" foi novamente incluída como parte do conjunto de cinco canções que Styles apresentou no Music Hall of Williamsburg para Sirius XM e a sessão secreta da Pandora Radio em 28 de fevereiro. Em 16 de março de 2020, Styles apresentou a canção no Tiny Desk Concert da NPR Music, ao lado de "Cherry", "Watermelon Sugar" e "To Be So Lonely".

## Videoclipe

### Antecedentes e lançamento
O vídeo de "Adore You" foi filmado em três locais escoceses: St Abbs, Cockenzie e Port Seton. Foi dirigido por Dave Meyers, enquanto o roteiro foi escrito por ele e Chris Shafer. Scott Cunningham foi creditado como diretor de fotografia e Nathan Scherrer como produtor. O videoclipe estreou no canal oficial de Styles no YouTube em 6 de dezembro de 2019, e foi precedido por um trailer publicado em 2 de dezembro na mesma plataforma. Os primeiros dois minutos do clipe de oito minutos contém uma narração da cantora espanhola Rosalía. O vídeo de alto conceito apresenta vários efeitos especiais para oferecer uma sensação realista. As roupas náuticas do vídeo foram criadas por Harry Lambert.

### Sinopse

Styles sorrindo junto com as pessoas da cidade, enquanto a maldição é quebrada na folclórica ilha de Eroda.

O vídeo começa na fictícia ilha de Eroda, uma pequena vila de pescadores localizada em algum lugar no meio do mar, onde ninguém sorri. Os pescadores da ilha folclórica são supersticiosos e usam brincos de ouro para dar sorte. O clipe então corta para uma cena em que nasce um bebê com um sorriso brilhante no rosto. As cenas a seguir mostram o garoto crescendo e se tornando Styles, que tem uma habilidade "peculiar" de cegar a todos com seu sorriso. Aterrorizados, os habitantes da cidade o ostracizam, o que deixa Styles se sentindo um pária, e ele se retira da sociedade. O clipe então o mostra passando seus dias gritando em potes vazios, para dar vazão à sua angústia reprimida por ser diferente. No entanto, quando os jarros não são suficientes, ele se dirige para o mar na tentativa de se afogar, e tropeça em um pequeno peixe "manchado de ouro" batendo nas rochas. O peixe também está infeliz e se sente sozinho e parece estar tentando acabar com sua vida também. Styles decide levar o peixe para casa com ele e os dois começam a se relacionar.
Ao longo do visual, a angústia de Styles é aliviada pelo peixe, pois ele cuida dele e o carrega como companheiro, pela cidade. O vídeo é intercalado com cenas em que eles são vistos compartilhando tacos em miniatura em um piquenique ou cervejas no pub. Ao longo do clipe, o peixe cresce rapidamente e precisa ser colocado de pequenas chaleiras a mochilas transparentes e, eventualmente, em um grande tanque, apoiado em rodas de carroça. Styles vê notícias sobre outros peixes semelhantes migrando na televisão e decide devolver o peixe ao mar para ficar com eles. Quando Harry está devolvendo-o à água, o peixe, assustado com a visão de um mercado de peixes, sai de seu tanque, fazendo com que os moradores se unam e ajudem Styles a devolver o peixe à água. Depois de trabalharem juntos, as pessoas da cidade finalmente sorriem junto com Styles, e ele decide navegar para longe da ilha para explorar o mundo.

## Prêmios e indicações
| Ano  | Prêmio                   | Categoria                             | Resultado | Ref.   |
| ---- | ------------------------ | ------------------------------------- | --------- | ------ |
| 2020 | MTV Video Music Awards   | Melhor Direção                        | Indicado  | [ 61 ] |
| 2020 | MTV Video Music Awards   | Melhor Direção de Arte                | Indicado  | [ 61 ] |
| 2020 | MTV Video Music Awards   | Melhores Efeitos Visuais              | Indicado  | [ 61 ] |
| 2020 | Rockbjörnen              | Canção Estrangeira do Ano             | Indicado  | [ 62 ] |
| 2020 | TEC Awards               | Produção de Discos / Single ou Faixa  | Indicado  | [ 63 ] |
| 2020 | MVPA Awards              | Melhor Vídeo Pop                      | Venceu    | [ 64 ] |
| 2021 | APRA Music Awards        | Trabalho Internacional Mais Realizado | Indicado  | [ 65 ] |
| 2021 | The Ivors                | PRS para Canção Mais Executada        | Venceu    | [ 66 ] |
| 2021 | Grammy Awards            | Melhor Videoclipe                     | Indicado  | [ 67 ] |
| 2021 | BMI Pop Awards           | Canções Mais Tocadas do Ano           | Venceu    | [ 68 ] |
| 2021 | ASCAP Pop Music Awards   | Canções Premiadas                     | Venceu    | [ 69 ] |
| 2021 | Billboard Music Awards   | Melhor Canção das Rádios              | Indicado  | [ 70 ] |
| 2021 | iHeartRadio Music Awards | Melhor Letra                          | Venceu    | [ 71 ] |

## Créditos
Todo o processo de elaboração de "Adore You" atribui os seguintes créditos:

### Gravação
- Gravada na casa de Kid Harpoon (Los Angeles, Califórnia, Estados Unidos), Henson Recording (Hollywood, Califórnia, Estados Unidos) e RAK (Londres, Reino Unido, Inglaterra)
- Mixada no EastWest Studios (Los Angeles, Califórnia, Estados Unidos)
- Masterizada no Sterling Sound (Edgewater, Nova Jérsei, Estados Unidos)

### Pessoal
- Harry Styles: vocais, vocais de apoio, composição
- Kid Harpoon: composição, produção, bateria, baixo, guitarra elétrica, programação de bateria, teclados, engenharia
- Tyler Johnson: composição, co-produção, programação de bateria, teclados
- Amy Allen: composição, vocais de apoio
- Jeremy Hatcher: engenharia
- Matt Tuggle: assistente de engenharia
- Spike Stent: mixagem
- Michael Freeman: assistente de mixagem
- Randy Merrill: masterização

## Desempenho nas tabelas musicais
| Tabela (2019–2020)                                | Melhor posição |
| ------------------------------------------------- | -------------- |
| Alemanha (Offizielle Deutsche Charts)             | 82             |
| Argentina (Argentina Hot 100)                     | 56             |
| Austrália (ARIA)                                  | 7              |
| Áustria (Ö3 Austria Top 75)                       | 56             |
| Bélgica (Ultratop 50 da Valônia)                  | 8              |
| Bélgica (Ultratop 50 de Flandres)                 | 12             |
| Bolívia (Monitor Latino)                          | 7              |
| Brasil (Top 100 Brasil)                           | 66             |
| Canadá (Canadian Hot 100)                         | 10             |
| Canadá (Billboard AC)                             | 1              |
| Canadá (Billboard CHR/Top 40)                     | 5              |
| Canadá (Billboard Hot AC)                         | 2              |
| Croácia (HRT)                                     | 8              |
| Dinamarca (Hitlisten)                             | 27             |
| Escócia (Scottish Singles Chart)                  | 4              |
| Eslováquia (Rádio Top 100)                        | 40             |
| Eslováquia (Singles Digitál Top 100)              | 23             |
| Eslovénia (SloTop50)                              | 4              |
| Espanha (PROMUSICAE)                              | 83             |
| Estados Unidos (Billboard Hot 100)                | 6              |
| Estados Unidos (Billboard Adult Contemporary)     | 1              |
| Estados Unidos (Billboard Adult Top 40)           | 2              |
| Estados Unidos (Billboard Dance/Mix Show Airplay) | 7              |
| Estados Unidos (Billboard Mainstream Top 40)      | 1              |
| Estónia (Eesti Tipp-40)                           | 15             |
| Finlândia (Suomen virallinen lista)               | 19             |
| França (SNEP)                                     | 126            |
| Mundo (Billboard Global 200)                      | 68             |
| Grécia (IFPI)                                     | 15             |
| Hungria (Rádiós Top 40)                           | 9              |
| Hungria (Single Top 40)                           | 15             |
| Hungria (Stream Top 40)                           | 24             |
| Irlanda (IRMA)                                    | 4              |
| Itália (FIMI)                                     | 78             |
| Letônia (LAIPA)                                   | 12             |
| Lituânia (AGATA)                                  | 5              |
| Malásia (RIM)                                     | 16             |
| México (Mexico Airplay)                           | 24             |
| Noruega (VG-lista)                                | 34             |
| Nova Zelândia (Recorded Music NZ)                 | 6              |
| Países Baixos (Dutch Top 40)                      | 11             |
| Países Baixos (Single Top 100)                    | 24             |
| Polónia (Polish Airplay Top 100)                  | 11             |
| Portugal (AFP)                                    | 13             |
| Reino Unido (UK Singles Chart)                    | 7              |
| República Checa (Rádio Top 100)                   | 32             |
| República Checa (Singles Digitál Top 100)         | 17             |
| Romênia (Airplay 100)                             | 60             |
| Comunidade dos Estados Independentes (Tophit)     | 146            |
| Singapura (RIAS)                                  | 14             |
| Suécia (Sverigetopplistan)                        | 40             |
| Suíça (Schweizer Hitparade)                       | 35             |

| Tabela (2020)                           | Posição |
| --------------------------------------- | ------- |
| Austrália (ARIA)                        | 11      |
| Bélgica (Ultratop 50 da Valônia)        | 42      |
| Bélgica (Ultratop 50 de Flandres)       | 35      |
| Canadá (Canadian Hot 100)               | 12      |
| Croácia (HRT)                           | 20      |
| Dinamarca (Tracklisten)                 | 45      |
| Estados Unidos (Hot 100)                | 6       |
| Estados Unidos (Adult Contemporary)     | 7       |
| Estados Unidos (Adult Top 40)           | 5       |
| Estados Unidos (Dance/Mix Show Airplay) | 13      |
| Estados Unidos (Mainstream Top 40)      | 2       |
| Hungria (Rádiós Top 40)                 | 21      |
| Hungria (Stream Top 40)                 | 82      |
| Irlanda (IRMA)                          | 19      |
| Islândia (Plötutíðindi)                 | 13      |
| Nova Zelândia (Recorded Music NZ)       | 18      |
| Países Baixos (Dutch Top 40)            | 37      |
| Países Baixos (Single Top 100)          | 74      |
| Polónia (Polish Airplay Top 100)        | 58      |
| Portugal (AFP)                          | 38      |
| Reino Unido (UK Singles Charts)         | 16      |
| Suécia (Sverigetopplistan)              | 88      |
| Suíça (Schweizer Hitparade)             | 99      |

| Tabela (2021)                       | Posição |
| ----------------------------------- | ------- |
| Estados Unidos (Adult Contemporary) | 7       |
| Global 200 (Billboard)              | 145     |

## Certificações
| Região | Certificação  | Vendas     |
| --- | ------------- | ---------- |
| Argentina (CAPIF) | Ouro          | 20,000     |
| Austrália (ARIA) | 6× Platina    | 420,000‡   |
| Áustria (IFPI Áustria)                                                                                               | Platina       | 30,000‡    |
| Bélgica (BEA) | Platina       | 40,000‡    |
| Brasil (Pro-Música Brasil)                                                                                           | Diamante      | 160,000‡   |
| Canadá (Music Canada)                                                                                                | 4× Platina    | 320,000‡   |
| Dinamarca (IFPI Dinamarca)                                                                                           | Platina       | 90,000‡    |
| Estados Unidos (RIAA)                                                                                                | 4× Platina    | 4,000,000‡ |
| França (SNEP) | Ouro          | 100,000‡   |
| Itália (FIMI) | Ouro          | 35,000‡    |
| México (AMPROFON) | Diamante+Ouro | 330,000‡   |
| Noruega (IFPI Noruega)                                                                                               | Platina       | 60,000‡    |
| Nova Zelândia (RMNZ)                                                                                                 | Platina       | 30,000‡    |
| Polónia (ZPAV) | 3× Platina    | 60,000‡    |
| Portugal (AFP) | 2× Platina    | 20,000‡    |
| Reino Unido (BPI) | 2× Platina    | 1,200,000‡ |
| Suíça (IFPI Suíça)                                                                                                   | Platina       | 20,000‡    |
| Streaming |               |            |
| Grécia (IFPI Grécia)                                                                                                 | Ouro          | 1,000,000† |
| ‡ Vendas+valores de streaming baseados apenas na certificação † Números de streaming baseados apenas na certificação |               |            |

## Histórico de lançamento
| Região         | Data                   | Formato(s)                 | Gravadora(s)     | Ref.    |
| -------------- | ---------------------- | -------------------------- | ---------------- | ------- |
| Várias         | 6 de dezembro de 2019  | Download digital streaming | Erskine Columbia | [ 36 ]  |
| Austrália      | 6 de dezembro de 2019  | Rádios mainstream          | Sony Columbia    | [ 167 ] |
| Reino Unido    | 6 de dezembro de 2019  | Rádios mainstream          | Erskine Columbia | [ 168 ] |
| Reino Unido    | 7 de dezembro de 2019  | Rádios adult contemporary  | Erskine Columbia | [ 169 ] |
| Estados Unidos | 9 de dezembro de 2019  | Rádios adult contemporary  | Columbia         | [ 170 ] |
| Estados Unidos | 10 de dezembro de 2019 | Rádios mainstream          | Columbia         | [ 171 ] |
| Itália         | 3 de janeiro de 2020   | Rádios mainstream          | Sony             | [ 172 ] |